# Keizer Hendrik IV
Hendrik IV (Goslar, 11 november 1050 – Luik, 7 augustus 1106) was koning van Duitsland vanaf 1056 en Rooms-Duitse keizer van 1084 tot zijn gedwongen troonsafstand in 1105. Hij was de derde keizer van de Salische dynastie en een van de machtigste en belangrijkste figuren van de 11e eeuw. Zijn heerschappij werd gekenmerkt door de Investituurstrijd met het pausdom en verscheidene burgeroorlogen met pretendenten van zijn troon in Italië en Duitsland.

## Jeugd
Hendrik had een veelbewogen jeugd. Hij werd in de palts te Goslar geboren als oudste zoon van keizer Hendrik III en diens tweede vrouw Agnes van Poitou. Met Pasen 1051 werd hij gedoopt, waarbij abt Hugo van Cluny als peetoom optrad. De Kerstmis daarvoor had Hendrik III met de rijksadel een akkoord bereikt dat hij door zijn zoon zou worden opgevolgd. Deze eed werd in 1053 door de edelen hernieuwd, onder de voorwaarde dat Hendrik een rechtvaardige koning zou zijn. Eind 1053 werd Hendrik benoemd tot hertog van Beieren (als Hendrik VIII) en op 17 juli 1054 werd hij te Aken door de Keulse aartsbisschop Herman II tot koning gekroond. Tijdens het kerstfeest van 1055 werd Hendrik (vijf jaar oud) verloofd met de vierjarige Bertha van Savoye. Dit lijkt een politieke zet van zijn vader te zijn geweest tegen de opstandige Godfried II van Lotharingen, die in 1053 was getrouwd met Beatrix, de markgravin van Toscane.
Hendriks vader (Hendrik III) overleed in het jaar 1056. Zijn moeder Agnes van Poitou werd regentes. Paus Victor II verzoende Godfried II van Lotharingen met Agnes en bewerkstelligde de brede erkenning van Hendrik als koning van Duitsland. Een jaar later werden Hendrik en Agnes echter in Saksen overvallen door een groep opstandige edelen. Pas na zware gevechten konden Hendrik en Agnes vluchten.
Agnes zette het beleid van Hendrik III voort. Zij probeerde de invloed van de hoge adel en de aartsbisschoppen (ook afkomstig uit de hoge adel) zo klein mogelijk te houden. Agnes steunde vooral op bekwame bestuurders uit de lagere adel en op kerkelijke intellectuelen. In 1062 kwam de hoge adel in actie (Staatsgreep van Kaiserswerth). De machtige Saksische edelen Otto I van Northeim (hertog van Beieren) en Egbert I van Meißen verbonden zich met de aartsbisschoppen van Keulen, Bremen en Mainz om de macht te grijpen. Na een feestmaal in de palts van Kaiserswerth nodigde aartsbisschop Anno II van Keulen de jonge Hendrik uit om zijn schip te bezichtigen. Toen de jongen en de samenzweerders aan boord waren, voer het schip onverhoeds weg. Hendrik sprong in paniek overboord en verdronk bijna maar werd door Egbert gered. De samenzweerders eisten dat Agnes de regeringsmacht aan hen zou overdragen, en zij gaf toe. Anno II werd nu praktisch gesproken de regent, terwijl de aartsbisschop van Bremen een persoonlijk adviseur van Hendrik werd. Dit leidde tot een felle machtsstrijd tussen beide geestelijken. In 1065 werd Hendrik IV meerderjarig (volgens de wetten van die tijd) en kon hij zelfstandig regeren.

## Groeiende tegenstand
Als jonge koning probeerde Hendrik om het beleid van zijn vader voort te zetten. Twee belangrijke uitgangspunten daarvan waren:
- zo veel mogelijk bestuurlijke macht concentreren in de handen van betrouwbare, door de koning benoemde, bisschoppen - dit ten koste van de hoge adel
- versterken van de controle over Saksen

### Spanning met de kerk
Hendriks ouders hadden de vernieuwingen van de kerk volop steun gegeven, uit persoonlijke overtuiging maar ook omdat Hendrik III in een goed opgeleide en integere geestelijke stand een belangrijke steunpilaar van zijn rijk zag. De vernieuwing van de kerk keerde zich na verloop van tijd echter tegen de belangen van de koning: de kerk en de paus begonnen zichzelf te beschouwen als onafhankelijk van wereldlijke heersers en stelden zich zelfs op het standpunt dat de kerk belangrijker was dan koningen. Dit leidde tot een toenemend verzet tegen politieke bisschopsbenoemingen door de koning. Vanaf 1070 waren er conflicten met de kerk over bisschopsbenoemingen.

### Opstand in Saksen
De Salische dynastie waar Hendrik deel van uitmaakte, was afkomstig uit het Rijnland. Voordat de Saliërs de macht kregen, was Duitsland geregeerd door koningen uit Saksen. Daardoor werd Saksen toen minder sterk door de koningen gecontroleerd dan de andere hertogdommen. De Saliërs voerden een politiek om hun controle over Saksen te versterken. Ze deden dat door zich grote persoonlijke bezittingen in Saksen toe te eigenen, en die door vertrouwelingen uit het Rijnland te laten besturen. Op hun bezittingen bouwden ze kastelen en paltsen (Hendrik was daardoor zelfs in Saksen geboren). Hendrik zette deze politiek voort, maar zowel onder de Saksische edelen als onder de Saksische boeren groeiden het verzet tegen de vreemdelingen die hun macht en grond afnamen.
De meest vooraanstaande Saksische edelen werden door hofintriges steeds verder in het nauw gebracht. Uiteindelijk kwamen de hertogen Otto I van Northeim en Magnus van Saksen in 1071 in opstand tegen Hendrik. Hendrik kon ze eenvoudig verslaan. Otto onderwierp zich en werd snel vrijgelaten. Magnus weigerde afstand te doen van zijn hertogstitel en werd opgesloten in de Harzburg. Tijdens een boerenopstand in 1073 werd Magnus bevrijd. Hendrik moest uit Saksen vluchten en sloot in 1074 in Gerstungen een vrede met de Saksen. Otto en Magnus werden in al hun functies hersteld en Hendrik moest zijn kastelen in Saksen afbreken. Bij de afbraak van de Harzburg werden niet alleen de versterkingen gesloopt, maar sloopte de Saksische menigte ook de kapel met graven van Hendriks familie. Dat was niet alleen tegen de afspraken; het werd in het hele koninkrijk als een misdaad gezien. Hendrik kon eenvoudig een groot leger op de been brengen voor een strafexpeditie. In een veldslag bij Bad Langensalza wist Hendrik na een dag van zware gevechten de Saksen te verslaan. De Saksische edelen moesten voor het hele leger, barrevoets om genade smeken. Hendrik spaarde hun leven maar nam veel van hun leengoederen af.

## Strijd met de paus en met tegenkoningen
In het jaar 1073 werd paus Gregorius VII gekozen. Hij was een sterk voorstander van kerkhervorming en een tegenstander van de invloed van koningen op de kerk. Al na een jaar deed Gregorius een oproep aan de Duitse rijksgroten om Sint Pieter te verdedigen (de paus te steunen tegen de koning). In 1075 stelde hij dat de paus het hoogste gezag had binnen de kerk en dat de kerk boven de rest van de maatschappij was geplaatst. Daarmee stelde hij zich op het standpunt dat de paus boven de vorsten stond en hen kon benoemen of afzetten als hij dat nodig vond. In 1076 kwam het tot een open conflict over de benoeming van de bisschop van Milaan, toen Hendrik een bisschop benoemde die door de paus in de ban was gedaan. Hendrik liet de Duitse en Noord-Italiaanse bisschoppen in Worms verklaren dat de paus als afgezet moest worden beschouwd. Gregorius verklaarde dat Hendrik zijn titel had verbeurd en excommuniceerde hem. De investituurstrijd was begonnen.
De paus zocht contact met de Duitse adel. Men kwam overeen dat de paus in Augsburg op een rijksdag in 1077 de keuze van een nieuwe Duitse koning zou bijwonen. Hendrik vroeg Mathilde van Toscane en abt Hugo van Cluny (zijn peetvader) om te bemiddelen. Hendrik moest voor de rijksdag in Augsburg een ontmoeting hebben met de paus om de geplande rijksdag in Augsburg te voorkomen. Zijn tegenstanders hadden alle Duitse Alpenpassen geblokkeerd, dus Hendrik moest via Bourgondië naar het afgelegen kasteel van Canossa trekken, waar de paus verbleef om juist een ontmoeting met de keizer te ontlopen. Hendrik vroeg ootmoedig om vergeving (de spreekwoordelijke gang naar Canossa). Gregorius liet hem drie dagen lang (naar men beweert blootsvoets in de sneeuw) wachten, vooraleer de koning te ontvangen en de excommunicatie op te heffen.
Frederik I van Zwaben vergezelde Hendrik hierbij, net zoals koningin Bertha. Albert Azzo II van Este was een belangrijke bemiddelaar. De opzet van het plan van de paus was hiermee verijdeld, maar intussen was er al wel door het grootste deel van de bisschoppen en een aantal edelen (vooral uit Saksen en Beieren) een tegenkoning gekozen (15 maart 1077): Rudolf van Rheinfelden, hertog van Zwaben en bestuurder van Bourgondië, die in de verkiezing Otto I van Northeim versloeg dankzij de steun van Welf IV van Beieren. Welf werd door Hendrik vogelvrij verklaard en vond in Beieren zelf nauwelijks steun meer, hij vluchtte naar Hongarije.
Rudolf wilde in 1078 zijn troepen verzamelen voor een allesbeslissende veldtocht tegen Hendrik. In een poging om dat te voorkomen stuurde Hendrik een leger van 12.000 man, voornamelijk boerensoldaten, om het leger van Welf tegen te houden. Zelf viel hij met zijn ridderleger Rudolf aan, voordat die zich met zijn Saksische troepen had kunnen verenigen (Slag bij Mellrichstadt). Hendrik wist Rudolf te verjagen, maar moest zelf ook vluchten toen de Saksische troepen het slagveld bereikten. Welf had ondertussen Hendriks leger verpletterend verslagen, maar kwam te laat om nog deel te hebben aan de gebeurtenissen. Rudolfs veldtocht was in ieder geval van de baan en Hendrik bereikte een belangrijk politiek succes toen Magnus van Saksen na de slag zijn kant koos.
In januari 1080 nam Hendrik het initiatief en trok met steun van Boheemse troepen naar Saksen. Op 27 januari kwam het tot een veldslag in Thüringen. Na een dag van manoeuvres begon de veldslag pas om drie uur in de middag. Toen er ook nog een sneeuwstorm opstak werden de gevechten compleet onoverzichtelijk en Hendrik trok zich terug toen het duister inviel. Rudolf eiste daarom de overwinning op. Maar de Boheemse troepen hadden de Gouden Lans, een van de symbolen van de koninklijke macht, buitgemaakt.
In oktober 1080 trok Hendrik weer naar Saksen en kwam het tot de Slag bij Hohenmölsen. Hendrik verloor de slag maar Rudolf stierf een dag later aan zijn verwondingen. Veel opstandelingen kozen nu de kant van de koning en Hendrik kon in korte tijd ook nog een aantal kastelen van andere opstandelingen veroveren.
Het gevaar van de opstand leek geweken. Hendrik trok in 1081 naar Italië om zijn belangen daar te behartigen. De resterende opstandelingen kozen Herman van Salm als nieuwe tegenkoning, een zwakke figuur als compromis tussen Otto van Northeim en Welf van Beieren.

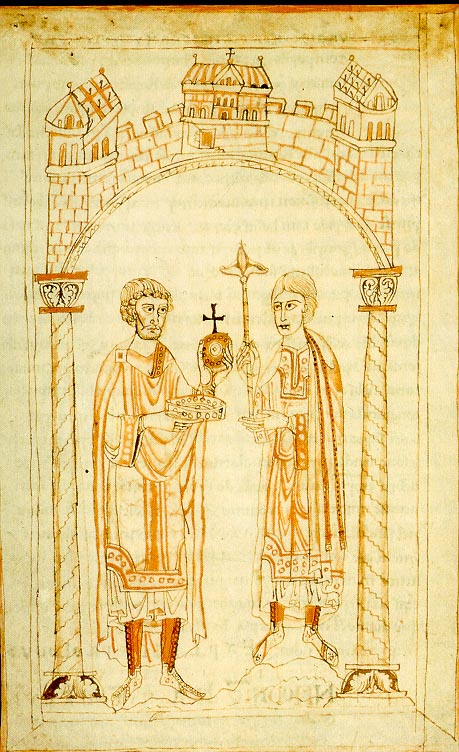
Vreedzame voorstelling van de machtsoverdracht van Hendrik IV (links) aan Hendrik V (rechts), op trapje. Kroniek van Ekkehard van Aura: Chronicon Universale (Staatsbibliotheek in Berlijn)

## Keizer
Hendrik veroverde in 1084 de stad Rome en verdreef paus Gregorius. Gregorius gaf zijn functie niet op en ging in ballingschap. Hendrik liet echter een nieuwe paus benoemen (tegenpaus Clemens III). Clemens kroonde Hendrik op 31 maart 1084 tot keizer. Hendrik trok daarna snel naar Duitsland om de stad Augsburg te ontzetten. Toen dat was gelukt trok hij door naar Saksen en wist zijn tegenstanders daar te verdrijven.
Twee jaar later waren Herman van Salm en Welf van Beieren weer terug en belegerden Würzburg. Hendrik wilde de stad ontzetten maar werd op 11 augustus 1086 buiten Würzburg verslagen en na enkele weken gaf de stad zich over. Toen Hendrik met een groot leger terugkwam, verlieten de opstandelingen de stad en trokken ongehinderd door Beieren en veroverden Augsburg. Het lukte Hendrik niet om zijn tegenstanders definitief te verslaan.
Hendrik trok weer naar Italië en Welf maakte daarvan gebruik door de Alpenpassen te blokkeren, zodat Hendrik niet kon terugkeren naar Duitsland. In 1093 kwam Hendriks zoon Koenraad in opstand tegen zijn vader. Ook kwam Hendrik in conflict met zijn tweede vrouw Adelheid (= "Eupraxia") van Kiev. Hendrik liet haar opsluiten in Verona maar ze ontsnapte in 1094 naar Mathilde van Toscane. Hendrik en Eupraxia beschuldigden elkaar over en weer van seksueel wangedrag en perversiteiten.
In 1096 wist Albert Azzo II van Este een verzoening te bemiddelen tussen Hendrik en Welf. Omdat Herman van Salm en Otto van Northeim al waren overleden, was de opstand hiermee echt voorbij. Hendrik bestrafte zijn zoon Koenraad en nam hem al zijn functies af.

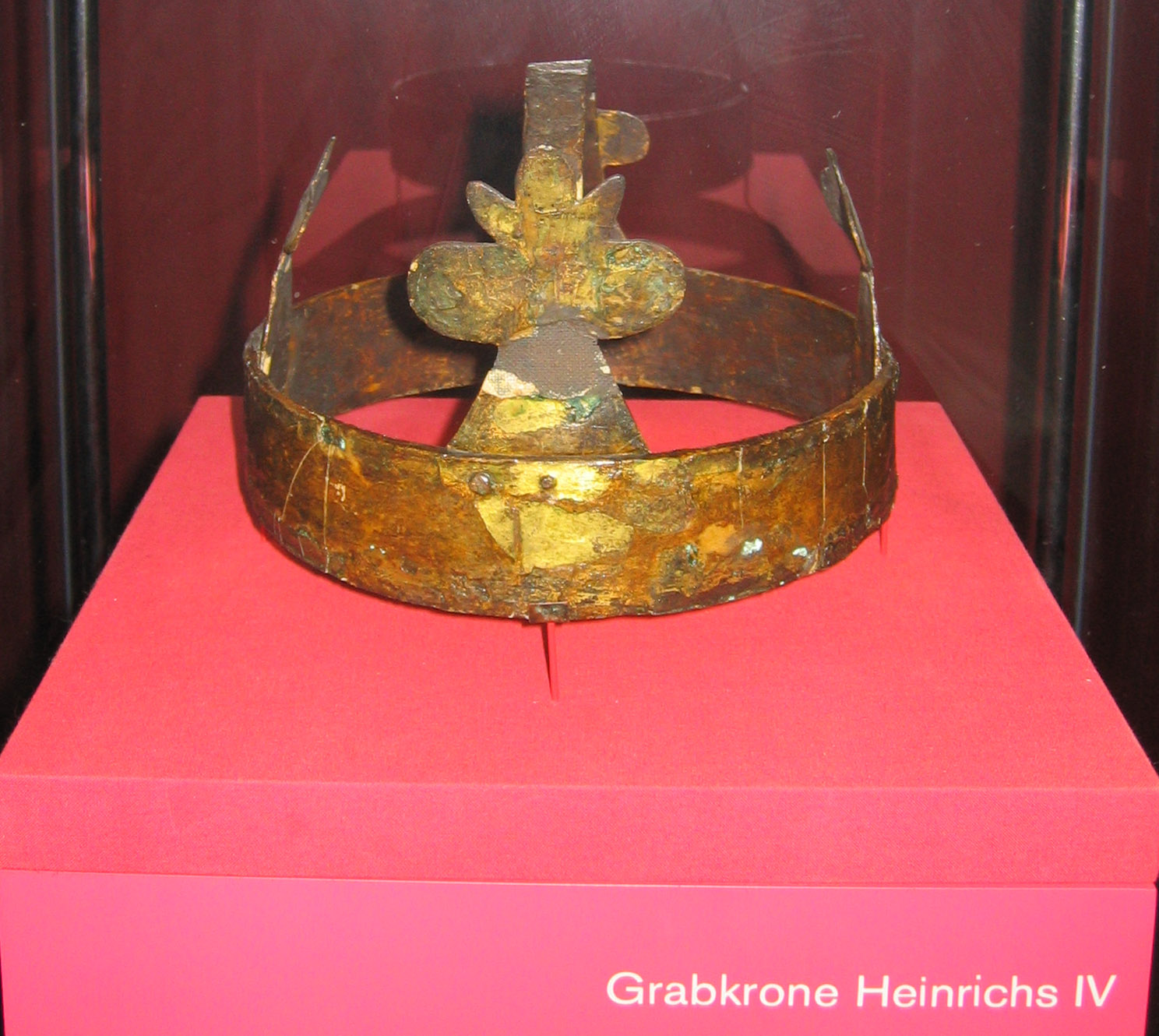
Grafkroon van Hendrik IV in de Dom van Speyer

In 1105 kreeg Hendrik te maken met een opstand van zijn eigen zoon Hendrik V. Hendrik moest afstand doen van de troon en werd gevangengezet. Hij ontsnapte en kwam nu zelf in opstand. Hij verschanste zich in Luik en wist een aanval op de stad af te slaan. Hendrik overleed daar in 1106 en werd begraven in de Dom van Speyer.

### Bestuur
Hendrik regeerde in een bijna permanente staat van burgeroorlog en had weinig aandacht voor andere zaken. Hij bouwde een groot aantal kastelen en vergrootte de kathedralen van Speyer en Mainz. Zijn meest opvallende daad als bestuurder was dat hij in 1090 de rechten van de Joden in Worms en Speyer (zijn "eigen" steden) vastlegde. Dit omvatte onder andere bescherming van lijf en goed, godsdienstvrijheid, het recht om een beroep uit te oefenen, en de vrijheid om intern-joodse zaken zelf af te handelen.

## Huwelijken en kinderen
Hendrik was in zijn eerste huwelijk (Trebur, 13 juli 1066) getrouwd met Bertha van Turijn. Zij hadden geen goed huwelijk en Hendrik probeerde lange tijd om van Bertha te scheiden. Opvallend daarbij is dat Hendrik dit alleen motiveerde op grond van de slechte relatie met Bertha, in plaats van gebruik te maken van in die tijd gangbare argumenten zoals (desnoods verzonnen) bloedverwantschap. Bertha wilde niet meewerken aan een scheiding en door de invloed van haar machtige moeder kreeg Hendrik ook geen steun van de kerk. Uiteindelijk verzoenden Hendrik en Bertha zich en kregen zij de volgende kinderen:
- Adelheid (1070 - 4 juli voor 1079), begraven in de dom van Speyer
- Hendrik (Harzburg, 2 augustus 1071), overleden tijdens of direct na de geboorte
- Agnes van Waiblingen (1072-1143), gehuwd met hertog Frederik I van Zwaben (-1105), en in 1106 met markgraaf Leopold III van Oostenrijk (1073-1136)
- Koenraad, (1074-1101) hertog van Neder-Lotharingen tussen 1074-1089 en koning van Italië
- Keizer Hendrik V (1086-1125)

Op 14 augustus 1089 hertrouwde Hendrik met Eupraxia van Kiev, de jonge weduwe van Hendrik I van Stade. Zoals hierboven beschreven ontaardde dit huwelijk al snel in opsluiting en de meest vreselijke beschuldigingen over en weer. In 1094 deed Eupraxia haar beklag op een synode in Konstanz, die in 1095 instemde met een scheiding. Eupraxia klaagde Hendrik ook publiekelijk aan op het concilie van Piacenza in 1095. Zij keerde terug naar Kiev en werd daar een non. Hendrik en Eupraxia hadden geen kinderen.

## Voorouders
| Voorouders van keizer Hendrik IV (1050-1106) | Voorouders van keizer Hendrik IV (1050-1106)                            | Voorouders van keizer Hendrik IV (1050-1106)                            | Voorouders van keizer Hendrik IV (1050-1106)                         | Voorouders van keizer Hendrik IV (1050-1106)                         | Voorouders van keizer Hendrik IV (1050-1106)                      | Voorouders van keizer Hendrik IV (1050-1106)                      | Voorouders van keizer Hendrik IV (1050-1106)                             | Voorouders van keizer Hendrik IV (1050-1106)                             |
| -------------------------------------------- | ----------------------------------------------------------------------- | ----------------------------------------------------------------------- | -------------------------------------------------------------------- | -------------------------------------------------------------------- | ----------------------------------------------------------------- | ----------------------------------------------------------------- | ------------------------------------------------------------------------ | ------------------------------------------------------------------------ |
| Overgrootouders                              | Hendrik van Spiers (970-989/1000) ∞ 909 Adelheid van Metz (970-1039/46) | Hendrik van Spiers (970-989/1000) ∞ 909 Adelheid van Metz (970-1039/46) | Herman II van Zwaben (-1003) ∞ Gerberga van Bourgondië (965/66-1019) | Herman II van Zwaben (-1003) ∞ Gerberga van Bourgondië (965/66-1019) | Willem IV van Aquitanië (937-995) ∞ Emma van Blois (950-1003)     | Willem IV van Aquitanië (937-995) ∞ Emma van Blois (950-1003)     | Otto Willem van Bourgondië (962-1026) ∞ Ermentrudis van Roucy (959-1004) | Otto Willem van Bourgondië (962-1026) ∞ Ermentrudis van Roucy (959-1004) |
| Grootouders                                  | Keizer Koenraad II (990-1039) ∞ 909 Gisela van Zwaben (995-1043)        | Keizer Koenraad II (990-1039) ∞ 909 Gisela van Zwaben (995-1043)        | Keizer Koenraad II (990-1039) ∞ 909 Gisela van Zwaben (995-1043)     | Keizer Koenraad II (990-1039) ∞ 909 Gisela van Zwaben (995-1043)     | Willem V van Aquitanië (969-1030) ∞ Agnes van Mâcon (995-1068)    | Willem V van Aquitanië (969-1030) ∞ Agnes van Mâcon (995-1068)    | Willem V van Aquitanië (969-1030) ∞ Agnes van Mâcon (995-1068)           | Willem V van Aquitanië (969-1030) ∞ Agnes van Mâcon (995-1068)           |
| Ouders                                       | Keizer Hendrik III (1017-1056) ∞ 909 Agnes van Poitou (1024-1077)       | Keizer Hendrik III (1017-1056) ∞ 909 Agnes van Poitou (1024-1077)       | Keizer Hendrik III (1017-1056) ∞ 909 Agnes van Poitou (1024-1077)    | Keizer Hendrik III (1017-1056) ∞ 909 Agnes van Poitou (1024-1077)    | Keizer Hendrik III (1017-1056) ∞ 909 Agnes van Poitou (1024-1077) | Keizer Hendrik III (1017-1056) ∞ 909 Agnes van Poitou (1024-1077) | Keizer Hendrik III (1017-1056) ∞ 909 Agnes van Poitou (1024-1077)        | Keizer Hendrik III (1017-1056) ∞ 909 Agnes van Poitou (1024-1077)        |

vet = keizer · cursief = tegenkoning · 1 = medekoning (in een deelrijk) · 2 = afkomstig uit een andere dynastie